# Friedrich Schalk
Friedrich Schalk (* 11. Juli 1887 in Bömighausen; † 31. Oktober 1962 in Eschwege) war ein deutscher Lehrer und Politiker (DNVP).

## Leben
Schalk war der Sohn des Landwirts Heinrich Schalk (1840–1911) und dessen Ehefrau Karoline, geborene Rohde (1848–1923). Er heiratete am 30. Mai 1914 in Wetterburg Luise Schüttler (1891–1985).
Schalk besuchte 1906 bis 1909 das Schullehrerseminar Homberg und legte die Prüfung für den Elementar-Schuldienst ab. Von 1909 bis 1910 war er Lehre in Hüddingen, 1911 Lehrer in Hundsdorf. Im gleichen Jahr legte er die zweite Lehrerprüfung am Schullehrerseminar in Usingen ab. In den Jahren 1911 bis 1912 war er Lehrer in Züschen, bevor er von 1912 bis 1914 die zweite Lehrerstelle in Twiste innehatte. Von 1914 bis 1927 war er Lehrer in Wetterburg und ab 1927 Rektor in Mengeringhausen.
1925 bis 1929 war er für die DNVP Abgeordneter in der Waldecker Landesvertretung.